# Smithsonian Institution
Smithsonian Institution, ofta enbart benämnt som Smithsonian, är en institution som består av ett antal museer, gallerier och forskningscentra samt en djurpark. Formellt är det en fristående entitet (engelska: trust instrumentality) som hör samman med USA:s federala statsmakt och vars stadgar är fastställda i lag. Smithsonian Institution är världens största forsknings- och museikomplex.
Två av museerna ligger i New York, ett av två flyg- och rymdmuseer vid Dulles Washington flygplats och de övriga i centrala Washington, D.C.. Många av museerna är grupperade runt National Mall. Inträdet till samtliga av Smithsonian Institutions museer i Washington, D.C. är gratis.
Smithsonian Institution har i sina samlingar mer än 157 miljoner föremål.

## Historia
Smithsonian Institution grundades med hjälp av pengar testamenterade av den brittiske vetenskapsmannen James Smithson (1765-1829), en utomäktenskaplig son till Hugh Percy, 1:e hertig av Northumberland. I sitt testamente sade denne att om hans syskonbarn, Henry James Hungerford, dog utan arvingar, skulle Smithsons tillgångar gå till USA:s federala statsmakt för grundandet av en institution för "ökande och spridande av kunskap" (engelska: increase and diffusion of knowledge). Släktingen dog barnlös 1835 och arvet gick då vidare över till USA. Varför Smithson donerade sin egendom till ett land som han aldrig hade besökt eller haft någon direkt kontakt med har det spekulerats om, men förblir ett mysterium som han tog med sig i graven.
President Andrew Jackson informerade då USA:s kongress om testamentet, över 100 000 guldmynt. En stiftelse grundades år 1836. Åtta år senare beslutade kongressen att grunda Smithsonian Institution och beslutet skrevs in i lag den 10 augusti 1846 av president James Polk.
Institutets huvudbyggnad vid the National Mall ritades av arkitekten James Renwick, Jr. och stod färdig 1855 och kallas informellt för "The Castle". Tidiga donationer till museet var Charles Lang Freers privata samling till Freer Gallery of Art och kapitalet för dess byggnad. Under United States Exploring Expedition, genomförd av den amerikanska flottan 1838 till 1842, samlades det in tusentals djur, ett stort herbarium och annat som donerades till Smithsonian.

## Organisation
Smithsonian Institution har en styrelse (engelska: Board of Regents) som består av 17 personer. USA:s vicepresident och USA:s chefsdomare ingår i styrelsen ex officio. Talmannen i USA:s representanthus utser tre ledamöter av USA:s representanthus att ingå i styrelsen, samma gäller för USA:s senat som även, genom presidenten pro tempore, utser tre senatorer att ingå i styrelsen; kongressledamöternas styrelsemedlemskap består under återstoden av deras respektive mandatperioder. De övriga nio, som inte får vara kongressledamöter, utses genom en samfälld resolution i USA:s kongress. Av de övriga nio måste 2 vara bosatta i Washington, D.C. samt övriga 7 från USA:s delstater, dock inte mer än 2 stycken från någon enskild delstat. För de som inte är vicepresident, chefsdomare eller kongressledamöter väljs de personerna till styrelseuppdraget på 6-åriga mandat, med högst ett återval.
Styrelsen utser chefen för Smithsonian Institution (engelska: Secretary of the Smithsonian) och kan när som helst entlediga denne eller lägre chefer "när det ligger i institutionens intresse".
För budgetåret (engelska: fiscal year) 2021 hade Smithsonian Institution en budget på 1,58 miljarder amerikanska dollar, varav 1,03 miljarder kom från federala anslag och återstoden ($546 miljoner) från övriga källor, vilket inkluderar avkastning på kapital, intäkter och privata donationer. I början av 2022 hade Smithsonian Institution 5 989 anställda. Det tillkommer även ett stort antal volontärer, även om antalet minskat från 2019 på grund av Coronaviruspandemin och de nedstängningar som varit under den efterföljande perioden.

## Översikt

### Museer
| Namn                                                             | Bild | Inriktning                                        | Antal föremål (avrundat)              | Plats                                                                                       | Besökare            | Öppnade   | Notering            |
| ---------------------------------------------------------------- | ---- | ------------------------------------------------- | ------------------------------------- | ------------------------------------------------------------------------------------------- | ------------------- | --------- | ------------------- |
| Anacostia Community Museum                                       |      | Afroamerikansk historia, kultur och samtidsfrågor | 4 700                                 | Anacostia, Washington, D.C. (38°51′25″N 76°58′37″V / 38.856854°N 76.976888°V)               | 8 034 (2019)        | 1967      | [ 4 ] [ 13 ]        |
| Arthur M. Sackler Gallery                                        |      | Asiatisk konst                                    | 45 400                                | National Mall, Washington, D.C. (38°53′17″N 77°01′35″V / 38.887993°N 77.026456°V)           | 148 242 (2019)      | 1987      | [ 4 ] [ 13 ]        |
| Arts and Industries Building                                     |      | Tillfälliga utställningar                         | –                                     | National Mall, Washington, D.C. (38°53′17.34″N 77°1′28.18″V / 38.8881500°N 77.0244944°V)    | 25 967 (2019)       | 1881      | [ 13 ]              |
| Cooper Hewitt, Smithsonian Design Museum                         |      | Designhistoria                                    | 215 400                               | Manhattan, New York (40°47′04″N 73°57′30″V / 40.7844°N 73.9582°V)                           | 263 637 (2019)      | 1897      | [ 4 ] [ 13 ]        |
| Freer Gallery of Art                                             |      | Asiatisk och amerikansk konst                     | (Delas med Arthur M. Sackler Gallery) | National Mall, Washington, D.C. (38°53′17″N 77°01′39″V / 38.888135°N 77.02739°V)            | 298 094 (2019)      | 1923      | [ 4 ] [ 13 ]        |
| Hirshhorn Museum and Sculpture Garden                            |      | Modern konst och samtidskonst                     | 12 700                                | National Mall, Washington, D.C. (38°53′18″N 77°01′22″V / 38.888256°N 77.022829°V)           | 891 114 (2019)      | 1974      | [ 4 ] [ 13 ] [ 14 ] |
| National Air and Space Museum                                    |      | Flyg- och rymdfartshistoria                       | 75 000                                | National Mall, Washington, D.C. (38°53′17″N 77°01′12″V / 38.888°N 77.020°V)                 | 3,2 miljoner (2019) | 1946 1976 | [ 4 ] [ 13 ]        |
| National Air and Space Museum Steven F. Udvar-Hazy Center        |      | Flyg- och rymdfartshistoria                       | 75 000                                | Chantilly, Fairfax County, Virginia (38°54′41.2″N 77°26′38.8″V / 38.911444°N 77.444111°V)   | 1,3 miljoner (2019) | 2003      | [ 4 ] [ 13 ]        |
| National Museum of African American History and Culture          |      | Afroamerikansk historia och kultur                | 40 500                                | National Mall, Washington, D.C. (38°53′28″N 77°01′58″V / 38.89111°N 77.03278°V)             | 2 miljoner (2019)   | 2003 2016 | [ 4 ] [ 13 ]        |
| National Museum of African Art                                   |      | Afrikansk konst                                   | 10 800                                | National Mall, Washington, D.C. (38°53′17″N 77°01′32″V / 38.887995°N 77.025468°V)           | 129 572 (2019)      | 1964 1987 | [ 4 ] [ 13 ]        |
| National Museum of American History                              |      | USA:s historia                                    | 1,75 miljoner                         | National Mall, Washington, D.C. (38°53′28″N 77°01′48″V / 38.89111°N 77.03000°V)             | 2,8 miljoner (2019) | 1964      | [ 4 ] [ 13 ]        |
| National Museum of Natural History                               |      | Naturhistoriskt museum                            | 147,9 miljoner                        | National Mall, Washington, D.C. (38°53′29″N 77°01′33″V / 38.8913°N 77.0259°V)               | 4,2 miljoner (2019) | 1858 1911 | [ 4 ] [ 13 ]        |
| National Museum of the American Indian                           |      | Historia och konst från USA:s ursprungsbefolkning | 850 000                               | National Mall, Washington, D.C. (38°53′18″N 77°01′00″V / 38.8883°N 77.0166°V)               | 960 933 (2019)      | 2004      | [ 4 ] [ 13 ]        |
| National Museum of the American Indian George Gustav Heye Center |      | Historia och konst från USA:s ursprungsbefolkning | 850 000                               | Manhattan, New York (40°42′15″N 74°00′50″V / 40.704294°N 74.013773°V)                       | 348 599 (2019)      | 1922      | [ 4 ] [ 13 ]        |
| National Portrait Gallery                                        |      | Porträttgalleri                                   | 21 400                                | Penn Quarter, Washington, D.C. (38°53′52″N 77°01′22″V / 38.8979°N 77.0229°V)                | 1,7 miljoner (2019) | 1968      | [ 4 ] [ 13 ]        |
| National Postal Museum                                           |      | Posthistoriskt museum                             | 6 miljoner                            | Postal Square Building, Washington, D.C. (38°53′53″N 77°00′30″V / 38.898°N 77.0083°V)       | 501 204 (2019)      | 1993      | [ 4 ] [ 13 ]        |
| Renwick Gallery                                                  |      | Konsthantverk                                     | 45 250                                | Lafayette Square, Washington, D.C. (38°53′55.92″N 77°2′22.01″V / 38.8988667°N 77.0394472°V) | 314 068 (2019)      | 1972      | [ 4 ] [ 13 ]        |
| Smithsonian American Art Museum                                  |      | Amerikansk konst                                  | 45 250                                | Penn Quarter, Washington, D.C. (38°53′52″N 77°01′24″V / 38.89778°N 77.02333°V)              | 1,7 miljoner (2019) | 1968      | [ 4 ] [ 13 ]        |
| Smithsonian Institution Building                                 |      | Besökscentrum och huvudkontor                     | 3 500                                 | National Mall, Washington, D.C. (38°53′19.49″N 77°1′33.59″V / 38.8887472°N 77.0259972°V)    | 965 512 (2019)      | 1855      | [ 13 ]              |
| National Zoological Park                                         |      | Djurpark                                          | 1 800                                 | Rock Creek Park, Washington, D.C. (38°55′52″N 77°02′59″V / 38.93111°N 77.04972°V)           | 1,8 miljoner (2019) | 1889      | [ 4 ] [ 13 ]        |

### Museer under uppbyggnad
Den 27 december 2020 stiftandes en lag i kongressen som påbjöd skapande av ett National Museum of the American Latino, dvs ett museum inom Smithsonian Institution som redogör historia och kultur för de spansktalande i USA (som ofta kallas för latinos). Som ett första steg i skapandet av National Museum of the American Latino kommer en särskild utställningshall i National Museum of American History (Molina Family Latino Gallery) att öppna under 2022.
Ytterligare ett museum påbjöds i den lagstiftningen som antogs 27 december 2020, nämligen Smithsonian American Women's History Museum som är tänkt att skilda amerikansk kvinnohistoria.

### Forskningsinstitutioner
- Smithsonian Astrophysical Observatory
- Smithsonian Environmental Research Center
- Smithsonian Tropical Research Institute